# Giampaolo I Meli Lupi

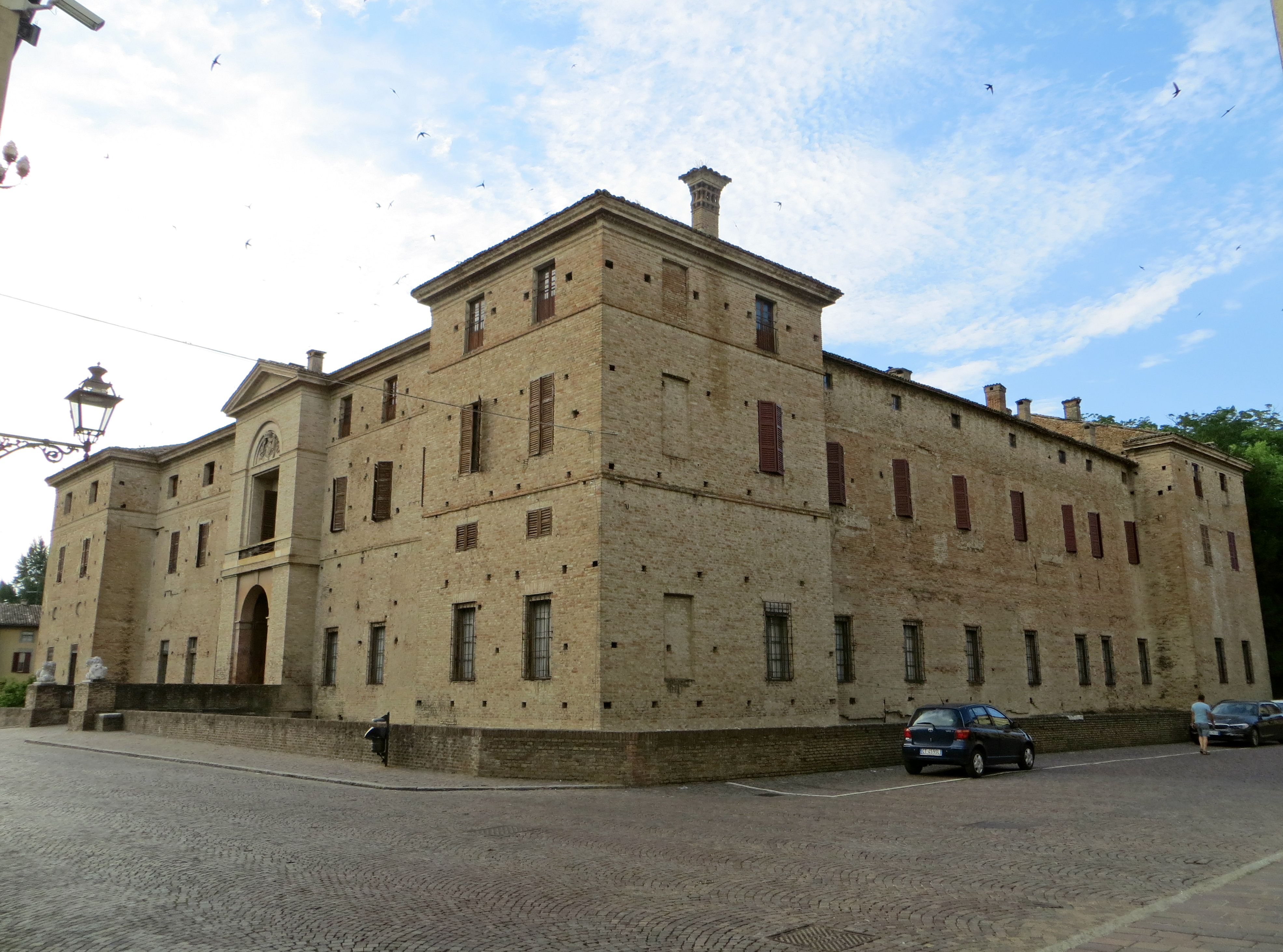
Rocca Meli Lupi di Soragna

Giampaolo I Meli Lupi (1508 circa – Soragna, 1543) è stato un nobile italiano e Marchese di Soragna.

## Biografia
Era figlio di Giambattista Meli e di Ippolita Ponzoni.
Diofebo I Lupi marchese di Soragna, senza figli, adottò come erede Giampaolo, nipote di Caterina (sua sorella) e di Giovanni Meli. Diofebo nel suo testamento del 24 ottobre 1513 donò a Giampaolo il castello di Soragna e tutte le sue sostanze. Giambattista Meli divenne reggente per il piccolo Giampaolo I fino al 1523 e, il 10 aprile 1530, ottenne dall'imperatore Carlo V la dignità di nobile del Sacro Romano Impero, la conferma dell'investitura marchionale, il diritto di chiamarsi Meli Lupi, dandosi così origine alla famiglia Meli Lupi, e la concessione di esibire l'aquila imperiale nera bicipite, con coda e ali spiegate, nel nuovo stemma inquartato delle due famiglie.
Del 1534 Bonifacio Aldighieri fu nominato marchese di Soragna dall'imperatore Carlo V d'Asburgo in seguito a una lite giudiziaria con Giampaolo I, che tuttavia mantenne il possesso del feudo, recuperando Soragna con le armi. Bonifacio alienò nel 1542 i diritti a Ferrante I Gonzaga.
Morì nel 1543.

## Discendenza
Giampaolo sposò nel 1518 Isabella Trivulzio (?-1539) ed ebbero quattro figli:
- Anton Maria
- Bianca, sposò Camillo Sforza Fogliani
- Diofebo II (1532-1591), suo successore
- Francesco